# طوفال
طوفال (بالفارسية: طوفال) هي قرية تقع في قسم سنغ بست الريفي في إيران. يقدر عدد سكانها بـ 96 نسمة بحسب إحصاء 2016.